# Базиліка Діви Марії Кармельської (Валлетта)
Базиліка Діви Марії Кармельської (мальт. Bażilika Santwarju tal-Madonna tal-Karmnu) — римо-католицька церква в місті Валлетта, столиці Мальти. Входить до Світової спадщини ЮНЕСКО, до якої також належить цілком місто Валлетта. Церква є однією з найвідоміших церков у місті та традиційно приваблює туристів.

## Оригінальна церква
Спочатку церкву присвятили Благовіщенню. Її побудували орієнтовно в 1570 році за дизайном Джіроламо Цезаря. У XVII столітті її передали кармелітам і таким чином вона отримала теперішній патронат кармельської Богоматері. Фасад переробив 1892 року Джузеппе Бонавія. 14 травня 1895 року Папа Лев XIII надав церкві статусу малої базиліки. Церкву було серйозно пошкоджено протягом другої світової війни і відтак її відбудували.

## Нова Базиліка
Нову церкву будували з 1958 до 1981 року. Її було освячено 1981 року. 42-метровий купол велично видніється на міському небокраї.
Церква входить до Списку культурної власності мальтійських островів.
|                   |
| Купол та дзвіниця |

|                   |
| Інтер'єр базиліки |